# Jonathan Schaffer
Jonathan Schaffer ist ein amerikanischer Philosoph, der insbesondere für seine Arbeiten zur Metaphysik und Erkenntnistheorie bekannt ist.

## Biographie
Schaffer erwarb 1999 seinen PhD an der Rutgers University mit von Brian McLaughin und David Kellogg Lewis betreuten Arbeit „Causation and the Probabilities of Processes“. Von 2000 bis 2004 lehrte er an der University of Massachusetts Amherst und wechselte 2007 an die Australian National University. Seit 2011 ist Schaffer Professor an der Rutgers University.
2008 wurden zwei von Schaffers Artikeln mit Preisen ausgezeichnet. Der Artikel „Knowing the Answer“ erhielt den Article Prize der American Philosophical Association, während „From Nihilism to Monism“ mit dem Best Paper Award des Australasian Journal of Philosophy ausgezeichnet wurde.

## Arbeiten

### Metaphysik
In seinen metametaphysischen Arbeiten argumentiert Schaffer, dass die grundlegende Frage der Metaphysik nicht die Existenz, sondern die Fundamentalität von Entitäten betrifft. Im Gegensatz zu vielen Gegenwartsmetaphysikern wie Ted Sider und Peter van Inwagen geht Schaffer davon aus, dass die meisten metaphysischen Existenzfragen triviale Antworten haben. So gebe es etwa keinen Grund, die Existenz von zusammengesetzten makroskopischen Objekten zu problematisieren.
Zugleich wendet sich Schaffer gegen deflationistische Ansätze in der Metaphysik und argumentiert, dass die Fundamentalität von Entitäten das zentrale Thema der Metaphysik sei. So stelle sich etwa die Frage, ob ein zusammengesetztes Objekt oder seine Teile als metaphysisch primär zu begreifen sind.
Neben dieser allgemeinen Theorie der Metaphysik vertritt Schaffer einen konkreten metaphysischen Ansatz, nachdem das Ganze gegenüber seinen Teilen als metaphysisch primär anzusehen ist. Dieser monistische Ansatz läuft auf die These hinaus, dass es mit dem Universum als Ganzes nur ein metaphysisch fundamentales Objekt gibt.

### Erkenntnistheorie
Schaffer wurde als Erkenntnistheoretiker dafür bekannt, dass er in Anschluss an Peter Unger die bis dahin selten vertretene These unterstützte, dass Wissenszuschreibungen sich am besten mit Hilfe einer infallibilistischen Semantik verstehen lassen. Demzufolge ist der Satz „S weiß, dass P“ semantisch nur wahr, wenn für S keinerlei Irrtumsmöglichkeit besteht. Der laxere Sprachgebrauch lässt sich dieser Position zufolge pragmatisch erklären. Schaffers damalige Position wurde später als „Skeptischer Pragmatischer Invariantismus“ bezeichnet, weil sie dem Skeptizismus insofern Recht gibt, als dass Wissenszuschreibungen in der Regel semantisch falsch sind.
In neueren erkenntnistheoretischen Arbeiten vertritt Schaffer allerdings einen kontrastivistischen Ansatz. Demzufolge hängt die semantische Wahrheit von Wissenszuschreibungen ab, womit wir im Zuschreibungskontext den Gehalt der Wissenszuschreibung in Kontrast stellen. So kann der Satz „Anna weiß, dass eine Blaumeise vor ihrem Fenster sitzt“ wahr sein, wenn der Kontrast ist, dass keine Kohlmeise vor ihrem Fenster sitzt, aber falsch sein, wenn der Kontrast ist, dass eine Blaumeise vor ihrem Fenster sitzt (nämlich wenn Anna Kohlmeisen nicht von Blaumeisen unterscheiden kann).